# 帕纳雷阿岛

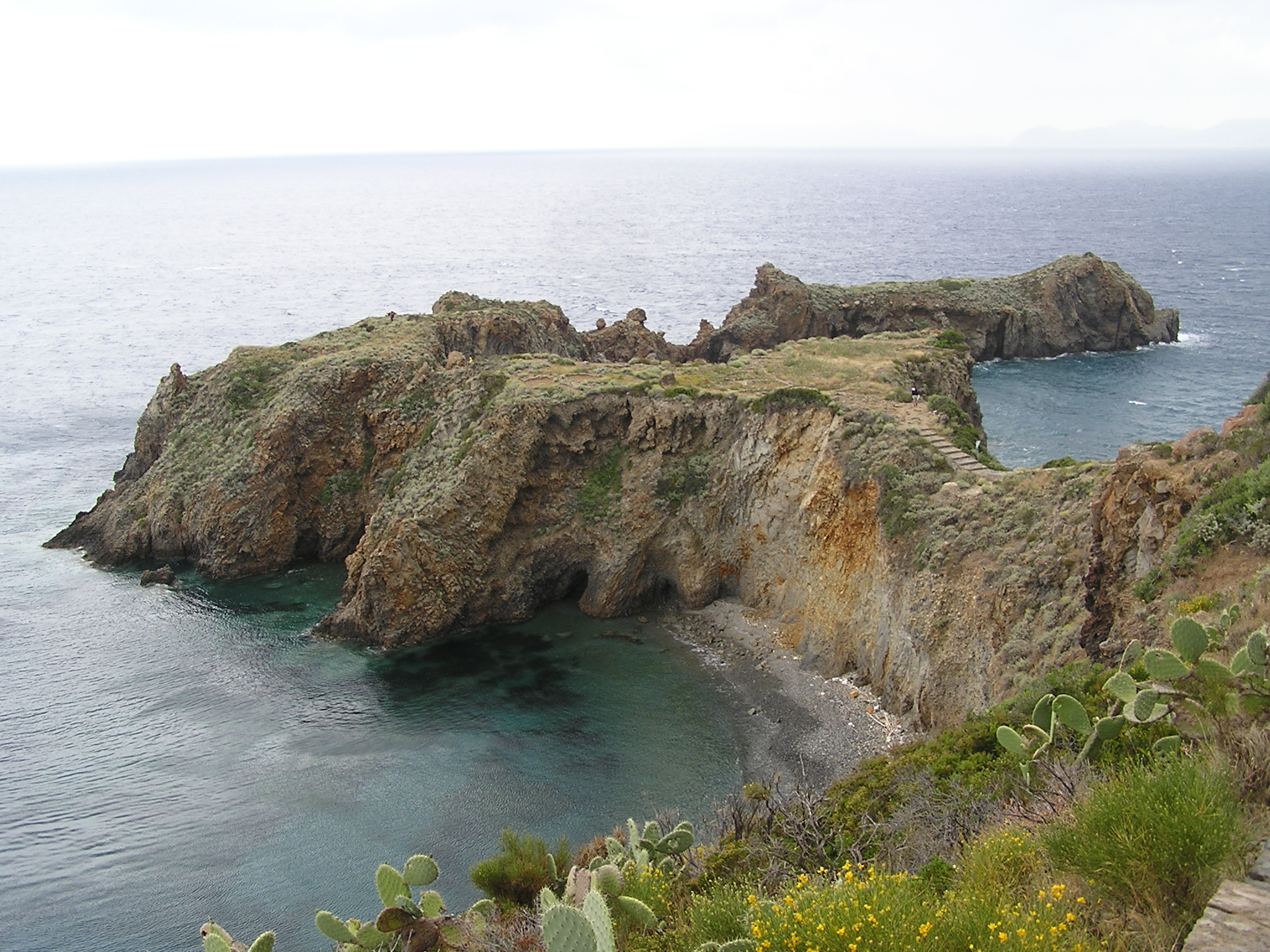
Capo Milazzese

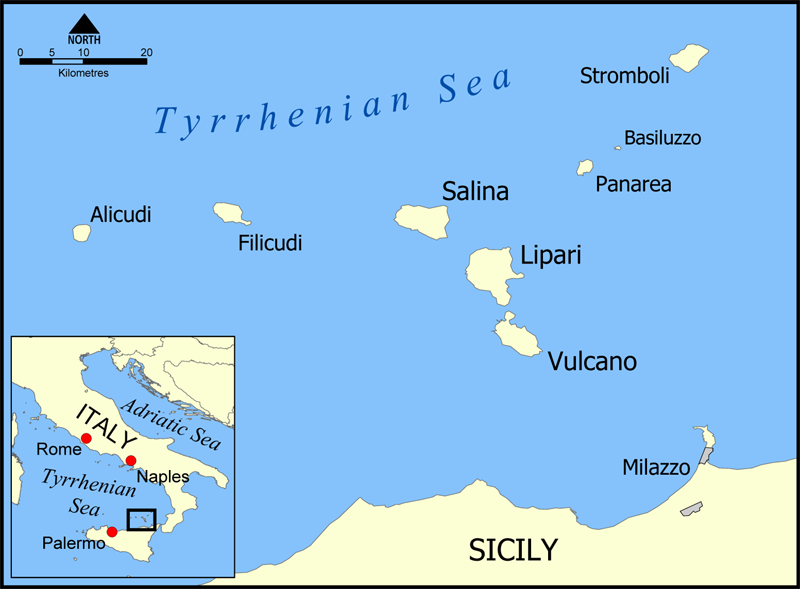
伊奥利亚群岛

帕纳雷阿岛（Panarea）是西西里岛以北的火山岛岛链，伊奥利亚群岛8个岛中面积第2小的岛屿（仅大于巴西卢佐岛）。岛上常住人口约280人，但是在夏季，随着游客大量涌入，人口会戏剧性增长。近年来，该岛由于名人到访而国际闻名。包括勒罗伊斯家族的唐纳和泰·勒罗伊。 

## 地理
帕纳雷阿岛是一个死火山，面积3.4平方公里。岛上的最高点 Punta del Corvo海拔高421米。在Punta di Peppe e Maria村附近有温泉。潜水是这个小岛受欢迎的旅游活动，甚至可以游到沉船处。

## 历史
在古代，该岛称为"Euonymus"；附近的小岛巴西卢佐岛称为"Hycesia"，也受其管辖。该岛的考古证据可以追溯到迈锡尼人(~ 1200 BC)，以及 古罗马人。该岛一直有人居住，直到罗马陷落后，地中海海盗让他们无法在此生存为止。